# Petrophila avernalis
Petrophila avernalis is een vlinder uit de familie van de grasmotten (Crambidae), uit de onderfamilie van de Acentropinae. De wetenschappelijke naam van deze soort is voor het eerst gepubliceerd in 1878 door Augustus Radcliffe Grote.
De soort komt voor in de Verenigde Staten.